# Hugo Bengtsson
Hugo Valter Bengtsson (i riksdagen kallad Bengtsson i Landskrona), född 27 november 1918 i Landskrona, död 23 oktober 2009 i Virserum, Hultsfreds kommun, var en svensk riksdagspolitiker (s).
Bengtsson var ursprungligen plåtslagare till yrket. Han var ledamot av riksdagens andra kammare 1957–1970 i Fyrstadskretsens valkrets. Han var också ledamot av den nya enkammarriksdagen 1971. Han var även landstingsledamot.